# MFÖ
MFÖ, eller Mazhar-Fuat-Özkan, är en turkisk rockgrupp. Trion har representerat Turkiet i Eurovision Song Contest vid två tillfällen 1985 och 1988. Gruppens namn är en sammansättning av initialbokstäverna i de tre bandmedlemmarna Mazhar Alanson, Fuat Guner och Özkan Ugurs förnamn.

## Eurovision Song Contest
MFÖ har deltagit fyra gånger i den turkiska uttagningen till ESC och vunnit två gånger vilket ledde till att gruppen representerade Turkiet i Eurovision Song Contest i Göteborg 1985 och i Dublin 1988.
| År   | Turkiets uttagning | Turkiets uttagning | Turkiets uttagning | Eurovision Song Contest | Eurovision Song Contest | Eurovision Song Contest                               |
| ---- | ------------------ | ------------------ | ------------------ | ----------------------- | ----------------------- | ----------------------------------------------------- |
|      | Låt                | Poäng              | Placering          | Poäng                   | Placering               | Notering                                              |
| 1985 | «Aşık oldum»       | -                  | 1                  | 36                      | 14                      | Framförd med titeln «Di Dai Di Dai Dai (a'sik Oldum)» |
| 1987 | «No Problem»       | 0                  | 3                  |                         |                         |                                                       |
| 1988 | «Sufi»             | -                  | 1                  | 37                      | 15                      | Framförd med titeln «Sufi (hey Ya Hey)»               |
| 1989 | «Adı Naim»         | 3                  | 15                 |                         |                         |                                                       |

1. 1 2  Inga poäng utdelades detta år. En expertjury redovisade endast platserna 1–3.[3][4]
2. ↑  En expertjury på sexton personer hade detta år en röst per person.
Endast två låtar fick poäng, övriga bidrag placerades på delad tredje plats med 0 poäng vardera.[7]

## Diskografi

### Mazhar Ve Fuat
- 1973: Türküz Türkü çağırırız[11]

### Mazar-Fuat-Özkan
- 1984: Ele güne karşı
- 1985: Peki peki anladık
- 1986: Vak the Rock
- 1987: No Problem
- 1989: The Best of MFÖ
- 1990: Geldiler
- 1992: Agannaga
- 1992: Dönmen yolumdan
- 1995: M.V.A.B
- 2003: MFÖ
- 2003: MFÖ Collection
- 2006: AGU
- 2011: Ve MFÖ

Källa till diskografin: